# 冷向阳
冷向阳（1966年5月—），男，汉族，吉林大安人，中华人民共和国政治人物。现任长春中医药大学校长，教授，主任医师，博士生导师，九三学社吉林省委主委、长春市委主委。第十四届全国政协委员。